# Vîlî, Nosivka
Vîlî (în ucraineană Вили) este un sat în comuna Kalînivka din raionul Nosivka, regiunea Cernihiv, Ucraina.

## Demografie
Componența lingvistică a localității Vîlî
     Ucraineană (100%)
Conform recensământului din 2001, toată populația localității Vîlî era vorbitoare de ucraineană (100%).